# FC Rapperswil-Jona
FC Rapperswil-Jona is een Zwitserse voetbalclub uit Rapperswil-Jona, een plaats in het Duitstalige kanton St. Gallen. De club werd opgericht in 1928 en speelt de thuiswedstrijden in het Stadion Grünfeld. De clubkleur is rood. 

## Geschiedenis
De voetbalvereniging kwam altijd uit in de amateurklassen. In 1996 volgde voor de eerste keer promotie naar het hoogste amateurniveau. Van 2008 tot 2010 nam de club jaarlijks niet succesvol deel aan promotiewedstrijden voor een plaats in de Challenge League. Na een competitiehervorming in 2012 werd FC Rapperswil-Jona op het vierde niveau actief. In 2014 promoveerde FCRJ via play-offwedstrijden in de 1. Liga naar het hoogste amateurniveau, de Promotion League.
In het seizoen 2016/2017 werd FCRJ kampioen van de Promotion League en promoveerde het voor het eerst in zijn bestaan naar de Challenge League. 
Xherdan Shaqiri werd in 2025 mede-aandeelhouder van FC Rapperswil-Jona.

## Eindklasseringen
- 2000 8e
1. Liga
- 2001 11e
1. Liga
- 2002 14e
1. Liga
- 2003 16e
1. Liga
- 2004 12e
2. Liga Interregional
- 2005 1e
2. Liga Interregional
- 2006 12e
1. Liga
- 2007 10e
1. Liga
- 2008 3e
1. Liga
- 2009 3e
1. Liga
- 2010 2e
1. Liga
- 2011 4e
1. Liga
- 2012 6e
1. Liga
- 2013 7e
1. Liga
- 2014 2e
1. Liga
- 2015 6e
Promotion League
- 2016 6e
Promotion League
- 2017 1e
Promotion League
- 2018 5e
Challenge League
- 2019 10e
Challenge League
- 2020 2e
Promotion League
- 2021 3e
Promotion League
- 2022 9e
Promotion League
- 2023 5e
Promotion League
- 2024 2e
Promotion League
- 2025 1e
Promotion League
- 2026
Challenge League

- Niveau 2
- Niveau 3
- Niveau 4